# Übereinkommen über die Anerkennung von Qualifikationen im Hochschulbereich in der europäischen Region
Das Übereinkommen über die Anerkennung von Qualifikationen im Hochschulbereich in der europäischen Region ist ein völkerrechtlicher Vertrag des Europarates und der UNESCO über die Anerkennung von hochschulischen Qualifikationen aus allen Ländern des Geltungsbereichs aus dem Jahr 1997. 57 Staaten haben bisher das Übereinkommen ratifiziert (Stand: 18. September 2024).

## Inhalt
Das Übereinkommen umfasst unter anderen folgenden Neuerungen:
- Für die Anerkennung von in einem Vertragsstaat erbrachten Leistungen, Hochschulzugangsberechtigungen oder Hochschulabschlüssen gilt die Beweislastumkehr. Damit ist gemeint, dass die anerkennende Behörde dem Antragsteller nachweisen muss, dass die anzuerkennende Leistung/Qualifikation/Abschluss wesentliche Unterschiede zur Leistung/Qualifikation/Abschluss der eigenen Studienprogramme aufweist und nicht der Antragsteller die Gleichwertigkeit nachweisen muss. Der Antragsteller ist verpflichtet, zur Beurteilung ausreichende Informationen zur Verfügung zu stellen (Informationspflicht). Diese Informationen müssen dem Antragsteller wiederum von seiner Heimatbildungseinrichtung ausgestellt werden. (Abschnitt III und VIII des Übereinkommens)
- Eine in einem Vertragsstaat erteilte Hochschulzugangsberechtigung wird in allen Vertragsstaaten anerkannt, sofern nicht ein wesentlicher Unterschied besteht zwischen den allgemeinen Zulassungsvoraussetzungen in der Vertragspartei, in der die Qualifikation erworben wurde, und denen in der Vertragspartei, in der die Anerkennung angestrebt wird (Artikel IV.1 des Übereinkommens).
- In einem Vertragsstaat erbrachte Studienleistungen werden in allen Vertragsstaaten anerkannt. Studienleistung bezeichnet dabei einen beurteilten Teil eines Studiums, der einen erheblichen Erwerb von Fähigkeiten und Kenntnissen mit sich bringt und für den ein Nachweis ausgestellt wurde. Diese Formulierung umschließt auch Teilleistungen, die keinen eigenen Studiengang darstellen. (Abschnitt V des Übereinkommens)
- In einem Vertragsstaat vergebene Hochschulabschlüsse werden in allen Vertragsstaaten anerkannt (Abschnitt VI des Übereinkommens)
- Bei Versagung können Rechtsmittel eingelegt werden. Dieses Instrument ist eine der wesentlichen Neuerungen.
- Einschränkungen: Nahezu jede Anerkennungsregel unterliegt gewissen Einschränkungen. Insbesondere können im Falle, dass Zusatzleistungen (z. B. Aufnahmeprüfungen oder andere verpflichtende Vorleistungen) zur Aufnahme in ein Hochschulprogramm erbracht werden müssen, diese auch von ausländischen Bewerbern aus Vertragsstaaten verlangt werden. Wichtig ist auch darauf hinzuweisen, dass sich die anerkennende Behörde ggf. vorbehalten kann, die in einem anderen Vertragsstaat erbrachte Leistung selbst zu bewerten und dann nur die eigene Bewertung anerkennen muss. Weiterhin kann gefordert werden, dass der Antragsteller notwendige Sprachkenntnisse vorweisen kann.

## Nationale Umsetzung

### Deutschland
Hochschulbildung ist in Deutschland Aufgabe der Bundesländer. Da jedoch Deutschland der Vertragsstaat ist, musste das Übereinkommen durch den Bundestag ratifiziert werden. Die Koordinierung der einzelnen Regelungen erfolgt über die Kultusministerkonferenz.
- Die Bundesrepublik Deutschland hat das Übereinkommen zum 1. Oktober 2007 ratifiziert[2]
- Die Kultusministerkonferenz folgte der Ratifizierung durch die Bundesrepublik mit ihrem Beschluss vom 15. Oktober 2009[3]

Bundesländer:
- Baden-Württemberg: Aufnahme und damit Stärkung des Übereinkommens in das Landeshochschulgesetz (§ 35, ehemals § 36a). Paragraph 35 bezieht sich jedoch nur auf Studien- und Prüfungsleistungen sowie Studienabschlüsse.[4]

### Schweiz
Das Übereinkommen wurde am 24. März 1998 in der Schweiz unterzeichnet. Am 1. Februar 1999 trat das Übereinkommen in Kraft.

### Österreich
Das Übereinkommen wurde am 7. Juli 1997 unterzeichnet, im Februar 1999 ratifiziert und trat am 1. April 1999 in Kraft.

### Vereinigtes Königreich
Das Übereinkommen wurde am 7. November 1997 unterzeichnet, am 23. Mai 2003 ratifiziert und trat mit 1. Juli 2003 in Kraft. Der Brexit wird keine Auswirkungen auf die Anerkennung von Schulzeiten im Ausland und die Anerkennung von Schulabschlusszeugnissen haben, da es in diesem Bereich keine EU-weite Koordinierung gibt.